# Daisuke Hideshima
Daisuke Hideshima (jap. 秀島大介, Hideshima Daisuke; * 23. Oktober 1968) ist ein ehemaliger japanischer Judoka. Er war 1995 Weltmeister im Leichtgewicht, der Gewichtsklasse bis 71 Kilogramm.
1990 gewann Daisuke Hideshima eine Bronzemedaille bei den Juniorenweltmeisterschaften. Beim Jigoro Kano Cup unterlag er im Finale 1990 Toshihiko Koga. 1992 gewann er das Finale gegen Hideyuki Sakai. Bei den Weltmeisterschaften 1993 in Hamilton unterlag er im Viertelfinale dem Franzosen Patrick Rosso, nach zwei Siegen in der Hoffnungsrunde gewann er den Kampf um Bronze gegen den Italiener Diego Brambilla. 1994 siegte er beim Masters-Turnier in München. Bei den Weltmeisterschaften 1995 in Chiba bezwang er im Halbfinale den Brasilianer Sebastian Pereira und im Finale den Südkoreaner Kwak Dae-sung. Zum Jahresende 1995 gewann Hideshima die japanischen Meisterschaften.